# Ferris (Teksas)
Ferris – miasto w Stanach Zjednoczonych, w stanie Teksas, w hrabstwie Ellis.